# Hermann von Hanneken
Hermann Konstantin Albert Julius von Hanneken (5. januar 1890 i Gotha, Thüringen – 22. juli 1981 i Herford, Nordrhein-Westfalen) var en tysk general og øverstkommanderende for de tyske styrker i Danmark fra oktober 1942 til januar 1945. 

## Familie
Han var søn af den preussiske oberst Hermann von Hanneken (1847-1899) og Hertha von der Lancken (1856-1914), som stammede fra huset Plüggentin på Rügen. 
Von Hanneken giftede sig første gang den 27. september 1911 i Dessau med Anna-Maria Gräfin von Hacke. Hun døde 1½ måned senere, og von Hanneken giftede sig igen den 26. juni 1915 i Berlin med Celia-Cicita von Soest (9. oktober 1891 i Berlin – 27. januar 1981 i Herford): Hun var datter af fabriksejer Hermann von Soest og Almaria Kuschke-Heinersdorf.

## Levned

### Uddannelse og 1. verdenskrig
Efter uddannelse i en kadetskole indtrådte han i 1908 i den preussiske armé som fænrik. Et år senere blev han forfremmet til løjtnant. I 1. verdenskrig (1915) blev han adjudant med grad af premierløjtnant. 
I april 1917 blev han overført til generalstaben, og året efter blev han forfremmet til kaptajn. Efter krigen var han i 1919 blandt de officerer, som blev optaget i det tyske Reichswehr.

### Reichswehr
Herefter overtog han en opgave i Reichwehr-ministeriet, hvor han var det næste års tid. Fra 1924 til 1927 var han overført til Reichwaffenamt (materielkommandoen). Fra 1927 ledede han tropper som kompagnichef, og det fortsatte, indtil han i 1930 blev forfremmet til major. Tre år senere blev han oberstløjtnant. Fra 1935 havde han kommandoen over et regiment og kunne nu forfremmes til oberst. 

### Erhvervsministeriet
Året efter 1936 blev han forflyttet til Heereswaffenamt (materielkommandoen), hvor han blev stabschef. Den 3. juli 1937 blev han ansvarlig for indkøb af jern og stål. I erhvervsministeriet blev han den 1. september 1939 udnævnt til leder af Hovedafdeling II (Industri). I 1940 fik han stilling som understatssekretær. Samme år blev han forfremmet til generalløjtnant, og i 1941 blev han General der Infanterie.
Da det efter krigsudbruddet kom til en leveringskrise inden for jern- og stålfordelingen, var det kun erhvervsminister Hans Kehrl, som kunne redde ham ud af problemerne med et nyt system. Leveringstiderne var vokset dramatisk, fordi von Hanneken i en toårig periode havde godkendt leverancer, som oversteg mængden af jern og stål, der kunne leveres. Hans Kehrl nævnte ikke noget om dette i sine offentliggjorte optegnelser, men det gjorde hans sagsbehandler Arnold Köster til gengæld. Kehrl skrev i sine erindringer, at von Hanneken ikke var tilstrækkelig beslutsom og var bange for konflikter. 

### Kulknaphed 1941
Som fuldmægtig beskæftigede han sig også med spørgsmål om kulleverancer til jern- og stålindustrien. Således tog han den 6. juni 1941 på det 11. møde i Generalrat der Wirtschaft stilling til det problem, at efterspørgslen efter kul i de sidste fire år var steget kraftigere end udbuddet. De europæiske lande, som var afhængige af tyske kul, fik kun 60% af de fordrede mængder. Fra april 1941 måtte de indenlandske kulforbrugere acceptere en sænkning af leverancerne på omkring 10%. Det førte til talrige lukninger af virksomheder eller indskrænkning af driften. De indenlandske energileverandører måtte endda acceptere en sænkning af kulforbruget på 20%. 
I marts/april 1942 fik von Hanneken frataget ansvaret for fordeling af jern og stål, som blev overdraget til den såkaldte Centrale planlægning. Som følge af yderligere ændringer i erhvervsministeriet blev opgaverne i Hovedafdeling II i vidt omfang overført til andre organer, så Hanneken kunne tage på ferie i august 1942 og forlade erhvervsministeriet i oktober. 

### Øverstkommanderende i Danmark
Den 12. oktober 1942 overtog han funktionen som øverstkommanderende for de tyske styrker i Danmark. Han var ansvarlig for invasionsforsvaret og anlagde en hårdere kurs over for modstandsbevægelsen. Det bragte ham i modstrid med den rigsbefuldmægtigede Werner Best. Von Hanneken var bosat i Østerbrogade 28 med udsigt mod Søerne.
Den 29. august 1943 indførte von Hanneken militær undtagelsestilstand i Danmark. Det var resultatet af tiltagende uro, strejker og sabotagehandlinger i månederne forud. Samtidig blev den danske hær og flåde opløst, og personellet interneret. 
Von Hanneken var blevet gjort bekendt med, men var i øvrigt ikke involveret i aktionen mod de danske jøder i begyndelsen af oktober 1943. 19. september 1944 bakkede han op om opløsningen af det danske politi. 
I januar 1945 mistede han sin kommando. Han blev beskyldt for korruption og ved den tyske Rigskrigsret idømt otte års fængsel og degraderet. Han blev udnævnt til oberst af Hitler, som ikke mente, at kunne tillade sig den luksus at lade von Hanneken sidde i fængsel, fordi han havde hugget et par møbler. I stedet blev han degraderet til major og sendt til fronten. Ved krigens afslutning kom han i amerikansk krigsfangenskab. Herfra blev han udleveret til Danmark, hvor han i 1948 blev idømt otte års fængsel i Københavns byret for sin andel i den tyske modterror og for sin andel i arrestationen og deportationen af det danske politi og af grænsegendarmerne. Ved landsretten blev han frifundet den 9. maj 1949.
Han blev udvist af Danmark og levede tilbagetrukket i Tyskland til sin død i 1981.
Hermann von Hanneken har i Danmark fået det ry, at han var en stupid, højtråbende, korrupt nazigeneral. Men von Hanneken var aldrig medlem af det tyske nazistparti. Mens han efter krigen sad i varetægtsarrest i Danmark, blev han mentalundersøgt af den danske retspsykiater Max Schmidt, som konkluderede, at von Hanneken var et meget overlegent intellekt, et rigt begavet, følsomt og levende menneske. Tilsyneladende har han haft en dominerende façon – også rent stemmemæssigt – som er faldet nogle for brystet, herunder den danske forbindelsesmand til hovedkvarteret i Silkeborg, stiftsamtmand Peder Herschend, som i bøger og foredrag har videregivet sit negative indtryk af von Hanneken. Med hensyn til korruptionsanklagerne blev von Hanneken ved Rigskrigsretten kun dømt som ansvarlig for, at der ved hans hovedkvarter var brugt benzin til ikke-tjenestlig kørsel. At han blev sat fra bestillingen og slæbt for retten, har muligvis mere at gøre med, at han havde kontakt til officerer, som meget perifert var involveret i mordforsøget på Hitler den 20. juli 1944.

## Eksterne links
- http://www.bwbs.de/bwbs_biografie/image/userimages/1941-1945/TN_Hanneken.jpg[ Et billede af von Hanneken] Arkiveret 28. september 2007 hos  Wayback Machine